# Ахмедова, Тамара Магомед кызы
Тамара Магомед кызы Ахмедова (19 января 1989) — российская регбистка, нападающая клуба «Сборная Дагестана» и сборной России.

## Клубная карьера
Играет за сборную Дагестана, является воспитанницей Магомеда Гаджимагомедова. Также занимается пляжным регби, играет за Кубань.

## Карьера в сборной
В октябре 2020 года впервые была вызвана в состав сборной России по регби-7 для подготовки к матчу чемпионата Европы против Испании. В конце ноября — начале декабря 2021 года принимала участие в учебно-тренировочном сборе женской сборной России по регби 15 в Сочи. В конце декабря 2021 года проходила сбор в составе сборной России в Кисловодске. В начале феврале 2022 года отправилась на сбор перед чемпионатом Европы. 

### Достижения
- Чемпионат Европы по регби среди женщин 2020 — ;
- Чемпионат Европы по регби среди женщин 2022 — ;